# Eremitage (Arlesheim)

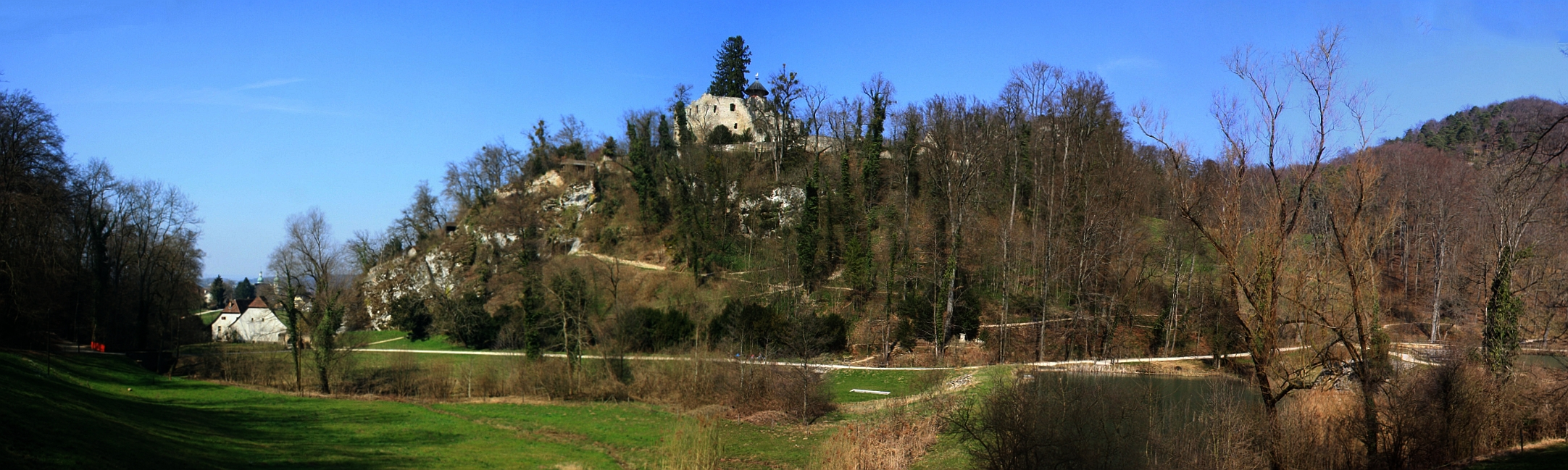
Ermitage

Die Eremitage (offizielle Schreibweise: Ermitage) in der Schweizer Gemeinde Arlesheim im Kanton Basel-Landschaft ist mit einer Fläche von rund vierzig Hektar der grösste englische Landschaftsgarten der Schweiz.

## Geschichte

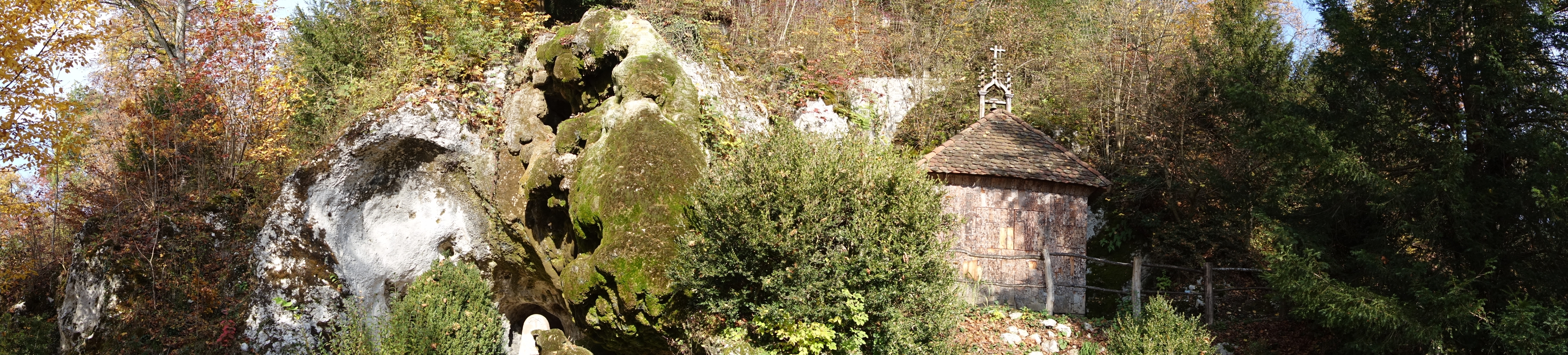
Gessnergrotte und Eremitenklause

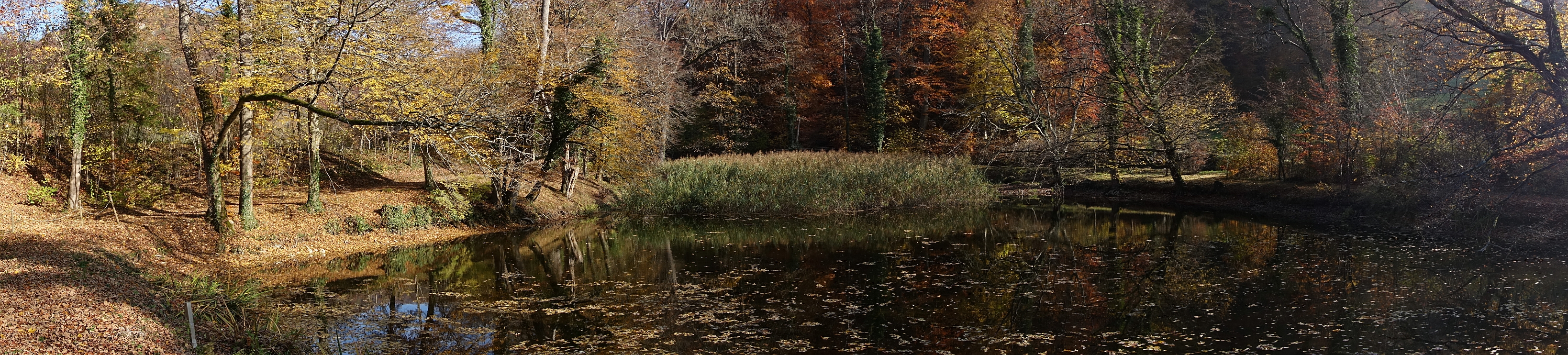
Hinterer Forellenweiher

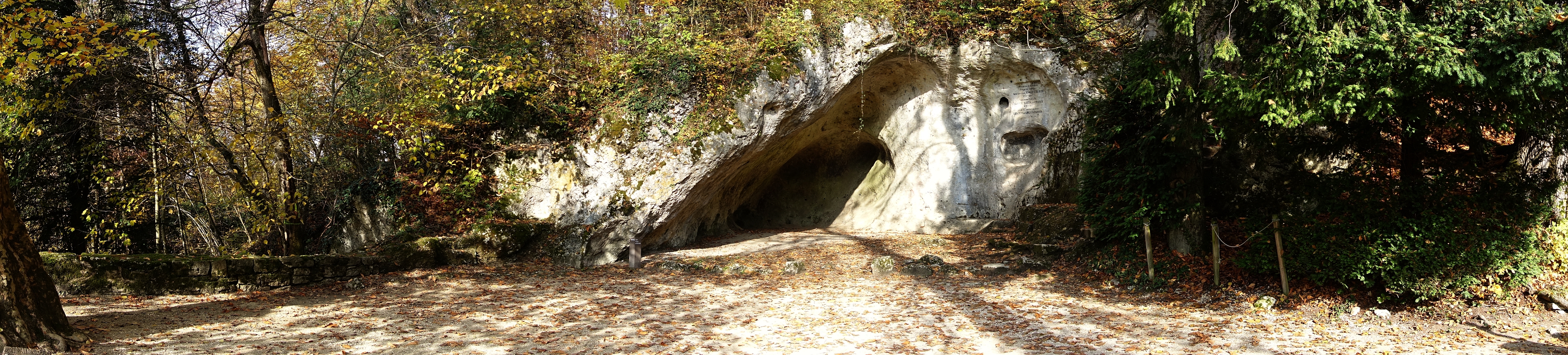
Karusellplatz, und prähistorische Höhle

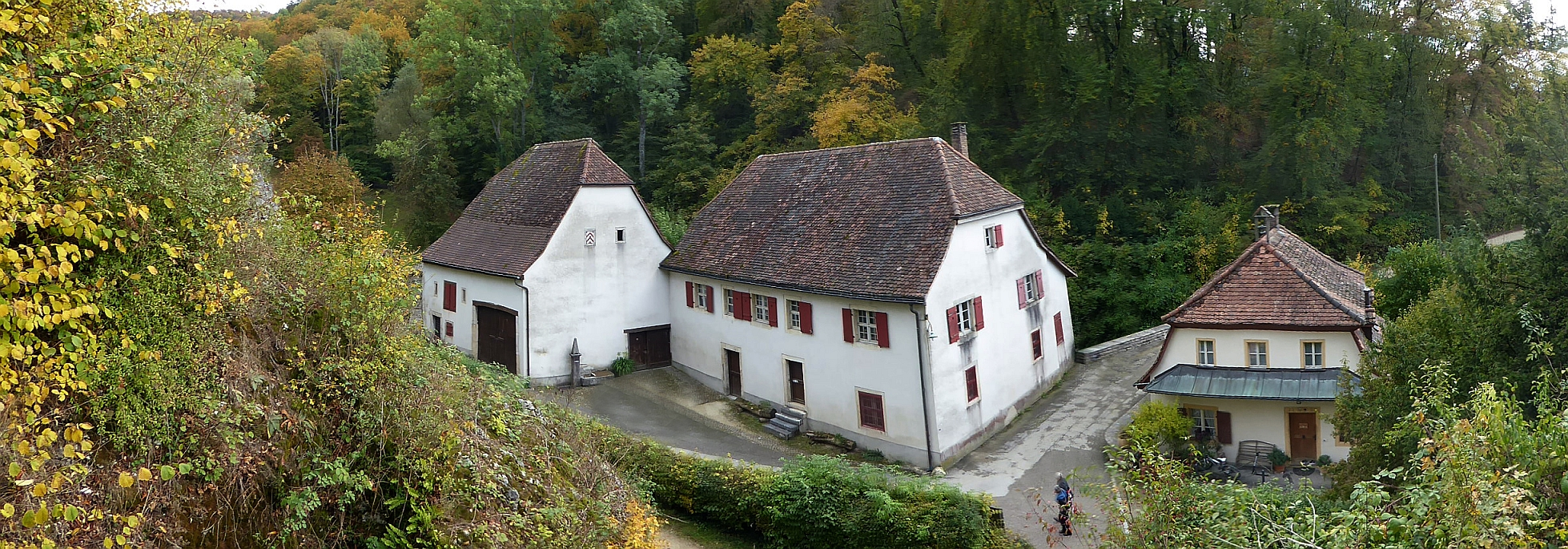
Mühle und Gärtnerhaus

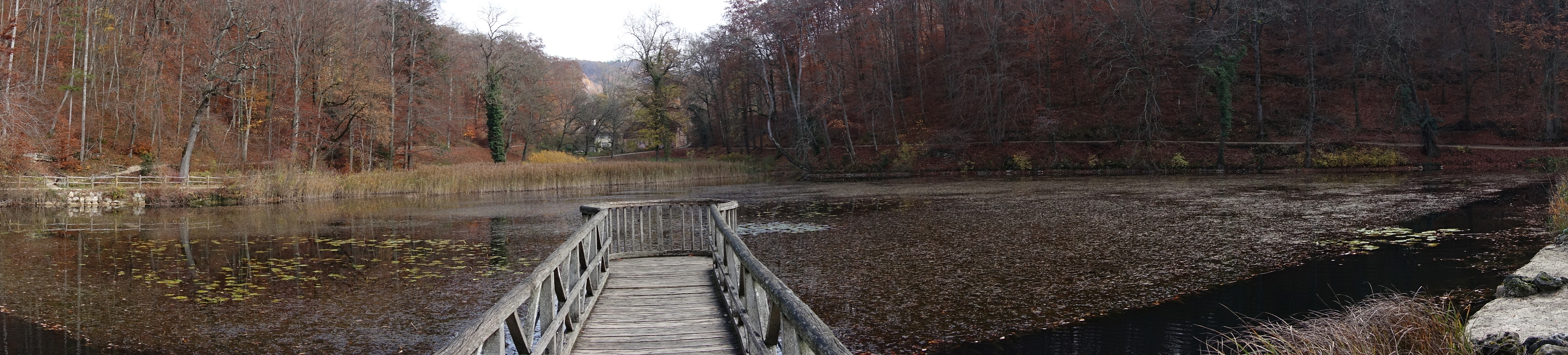
Mittlerer Weiher

Der Park wurde auf Initiative von Balbina von Andlau-Staal und deren Cousin, Domherr Heinrich von Ligerz, erbaut und am 28. Juni 1785 eröffnet. Ähnlichkeiten mit dem Landschaftsgarten Sanspareil bei Bayreuth sind unverkennbar.
Die Eremitage wurde eine der Hauptattraktionen für Reisende aus ganz Europa, die hier auf dem Weg von oder nach Basel einen Halt machten. Die Besucher schätzten die schöne Natur mit den Felsenklippen, Höhlen und Weihern. In einer der Höhlen wurde die älteste neolithische Bestattung der Schweiz ausgegraben. Zahlreiche prominente Namen in der erhaltenen Gästebüchern aus dem 18. und dem ersten Drittel des 19. Jahrhunderts belegen die Bekanntheit und Beliebtheit des Gartens.
Es gab darin unter anderem einen künstlichen Wasserfall, eine Eremitenklause, eine Dianagrotte, eine künstliche Turmruine (der Temple de l’amour), eine Apollogrotte, eine Hängebrücke und die Proserpinagrotte, welche die Hauptattraktion des Gartens war. In dieser konnte man herumschlendern und in den raffiniert beleuchteten Gängen einen Altar, Monster, Drachen und gar ein Krokodil entdecken. Das Zentrum des Gartens wurde 1787 das Chalet des Alpes, eine echte Sennhütte, deren Saal für Konzerte, Tanz und Bankette genutzt wurde.
Ende 1792 steckte das Landvolk, sich gegen die adlige Obrigkeit auflehnend und ermutigt durch die französische Revolution, Teile der Eremitage in Brand. Ins Fürstbistum Basel einmarschierte französische Truppen zerstörten 1793 den Rest der Eremitage fast vollständig. Balbina von Andlau-Staal ging nach Freiburg/Br. ins Exil und starb dort am 15. November 1798.
1812 kehrte Heinrich von Ligerz aus dem Exil zurück und half Balbinas Sohn Conrad von Andlau beim Wiederaufbau der Eremitage.
Was heute noch zu sehen ist, stammt aus der Zeit um 1812. Blinde Zerstörungswut hat jedoch seither vieles unwiderruflich vernichtet. Der Baumbestand wurde in jüngster Zeit mit grossem Aufwand ausgelichtet, um den (allerdings mehr vermuteten als kunsthistorisch einwandfrei belegten) Eindruck der alten Gartenanlage wiederherzustellen. Auch die beiden unteren Teiche wurden saniert und das Gärtnerhaus sowie das Waldhaus renoviert. Über weitere Restaurierungsarbeiten unter anderem in den Grotten und die zukünftige Pflege und Nutzung der Eremitage wird diskutiert.
Auch in der Anthroposophie Rudolf Steiners, der im nahen Dornach das Goetheanum errichten liess, hat die Eremitage eine grosse Bedeutung. Die Eremitage gilt in esoterischen Kreisen als Kraftort mit Erdstrahlen.
Im September 1999 wurde die Eremitage in das Inventar der geschützten Naturobjekte des Kantons Basel-Landschaft aufgenommen.
2006 wurde die Stiftung Ermitage Arlesheim und Schloss Birseck zum Erhalt der Ermitage mit dem Schulthess Gartenpreis des Schweizer Heimatschutzes ausgezeichnet.